# Crèvecœur-le-Petit
Crèvecœur-le-Petit település Franciaországban, Oise megyében. Lakosainak száma 157 fő (2022. január 1.). Crèvecœur-le-Petit Ferrières, Maignelay-Montigny, Sains-Morainvillers és Welles-Pérennes községekkel határos.

## Népesség
A település népességének változása:
| Lakosok száma | 127  | 136  | 143  | 147  | 152  | 150  | 151  | 156  | 157  |
|               | 2013 | 2015 | 2016 | 2017 | 2018 | 2019 | 2020 | 2021 | 2022 |